# Руда (Черниговская область)
Руда (укр. Руда) — село в Сновском районе Черниговской области Украины. Население 60 человек. Занимает площадь 0,344 км².
Код КОАТУУ: 7425883507. Почтовый индекс: 15260. Телефонный код: +380 4654.

## Власть
Орган местного самоуправления — Низковский сельский совет. Почтовый адрес: 15260, Черниговская обл., Сновский р-н, с. Низковка, ул. Победы, 56.